# Barry (serie televisiva)
Barry è una serie televisiva statunitense ideata da Alec Berg e Bill Hader e trasmessa dal 25 marzo 2018 al 28 maggio 2023 su HBO.
La serie è stata acclamata dalla critica e ha vinto 10 premi su 44 candidature, tra cui: 2 Emmy al miglior attore protagonista in una serie commedia a Bill Hader e al miglior attore non protagonista in una serie commedia a Henry Winkler; è stata anche candidata a 3 Golden Globe.

## Trama
La serie segue l'ex Marine statunitense Barry Berkman, diventato un killer a basso costo che abita nel Midwest. Sobrio e insoddisfatto della sua vita, si trasferisce a malincuore a Los Angeles per commettere un omicidio a pagamento e finisce per trovare una comunità accettabile nella scena teatrale della città.

## Episodi
| Stagione         | Episodi | Prima TV USA | Pubblicazione Italia |
| ---------------- | ------- | ------------ | -------------------- |
| Prima stagione   | 8       | 2018         | 2021                 |
| Seconda stagione | 8       | 2019         | 2021                 |
| Terza stagione   | 8       | 2022         | 2025                 |
| Quarta stagione  | 8       | 2023         | 2025                 |

## Personaggi e interpreti

### Principali
- Barry Berkman (stagione 1-4), interpretato da Bill Hader, doppiato da Emiliano Coltorti.
Ex Marine distanza a Baquba e Afghanistan che, dopo il ritorno negli Stati Uniti, viene impiegato come sicario dal suo mentore Monroe Fuches. Dopo un colpo a Cleveland, riceve un incarico per la mafia cecena di Los Angeles ma, dopo il suo arrivo, trova un corso di recitazione guidato da Gene Cousineau e decide di parteciparvi. Scopre così una passione per la recitazione, scegliendo di cambiare vita e diventando un attore a tutto tondo con il nome d'arte di Barry Block. Nel frattempo, cerca di impedire che il suo passato si insinui nella sua nuova vita.
- Monroe Fuches (stagione 1-4), interpretato da Stephen Root, doppiato da Gerolamo Alchieri.
Amico di famiglia di Barry ed ex cuoco militare che lo forma come sicario. A causa della sua codardia, si serve di Barry in ogni situazione per i propri interessi personali e lo trascina nel crimine nonostante lui voglia cambiare vita.
- Sally Reed (stagione 1-4), interpretata da Sarah Goldberg, doppiata da Gaia Bolognesi.
Aspirante attrice originaria di Joplin nel Missouri, conosce Barry durante il corso di recitazione di Cousineau e se ne innamora. Ambiziosa ed egocentrica ma anche invidiosa dei successi altrui, è intenzionata a salire alla ribalta come artista.
- Goran Pazar (stagione 1, guest star stagione 3), interpretato da Glenn Fleshler, doppiato da Alessandro Budroni.
Capo della mafia cecena di Los Angeles che assume Barry per uccidere Ryan Madison.
- NoHo Hank (stagione 1-4), interpretato da Anthony Carrigan, doppiato da Stefano Macchi.
Migliore amico e braccio destro di Goran, il cui nome ceceno non viene mai svelato. Educato e ingenuo, è intenzionato ad essere un gangster e si affeziona a Barry che non ricambia la sua amicizia. Dopo la morte di Goran, assume il ruolo di leader della mafia cecena, e inizia una relazione con il signore della droga boliviano Cristobal Sifuentes.
- Gene Cousineau (stagione 1-4), interpretato da Henry Winkler, doppiato da Mario Cordova.
Ex attore ed estroso insegnante di recitazione che tiene un corso nel quale participano Barry e Sally. Ha un metodo di insegnamento molto particolare che chiama "metodo Cousineau", in cui i suoi studenti devono esternare le proprie emozioni mentre vengono attaccati e umiliati. Nel frattempo, crea un forte legame con Barry aiutandolo a crescere come uomo fino a quando non apprende della sua doppia vita.
- Mae Dunn (stagione 3, ricorrente stagione 2, guest star stagione 4), interpretata da Sarah Burns, doppiata da Sara Ferranti.
Detective della polizia di Los Angeles e nuova partner di Loach.
- Jim Moss (stagione 4, ricorrente stagione 3), interpretato da Robert Wisdom, doppiato da Stefano Thermes.
Veterano della guerra del Vietnam e padre di Janice.

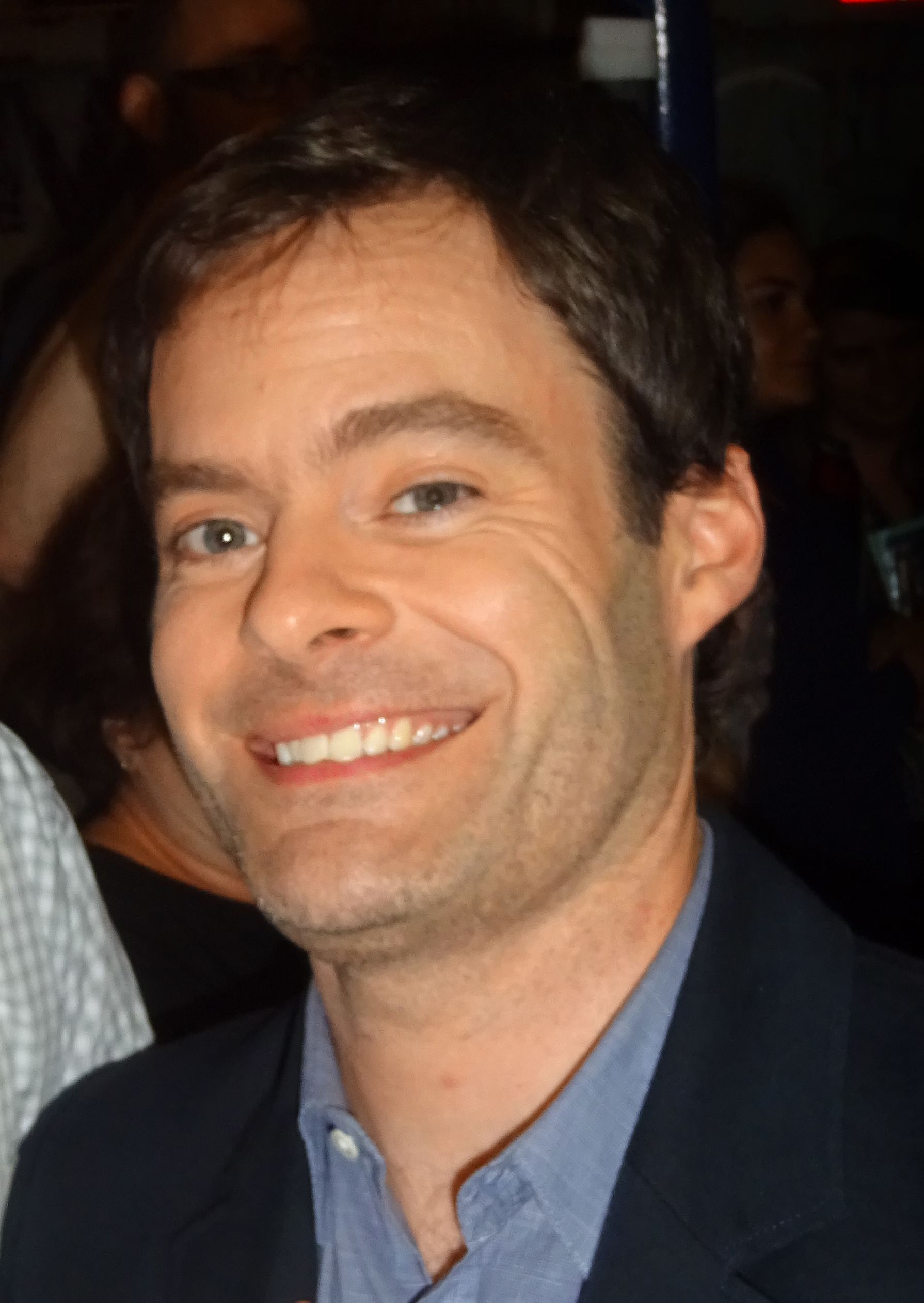
Bill Hader
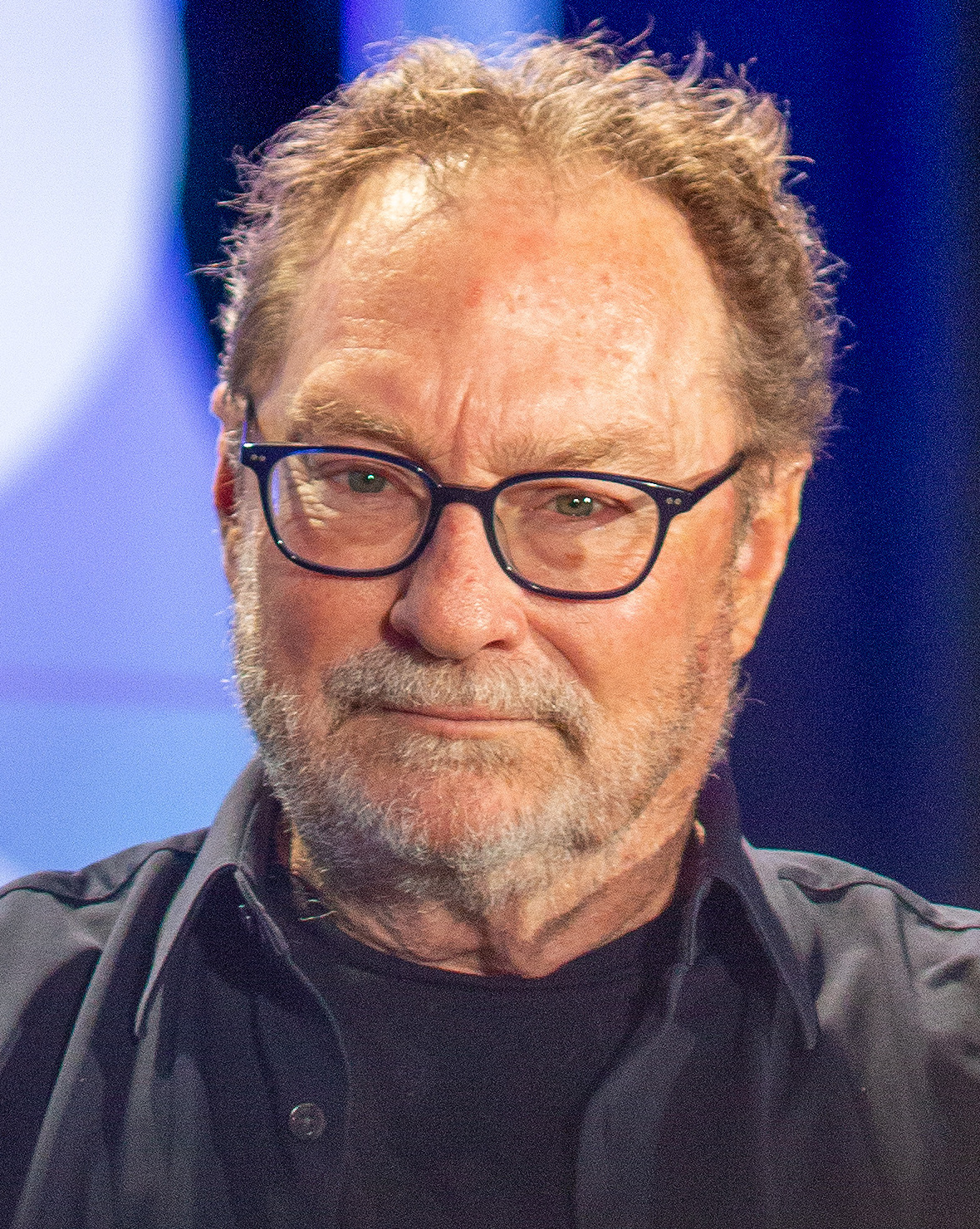
Stephen Root
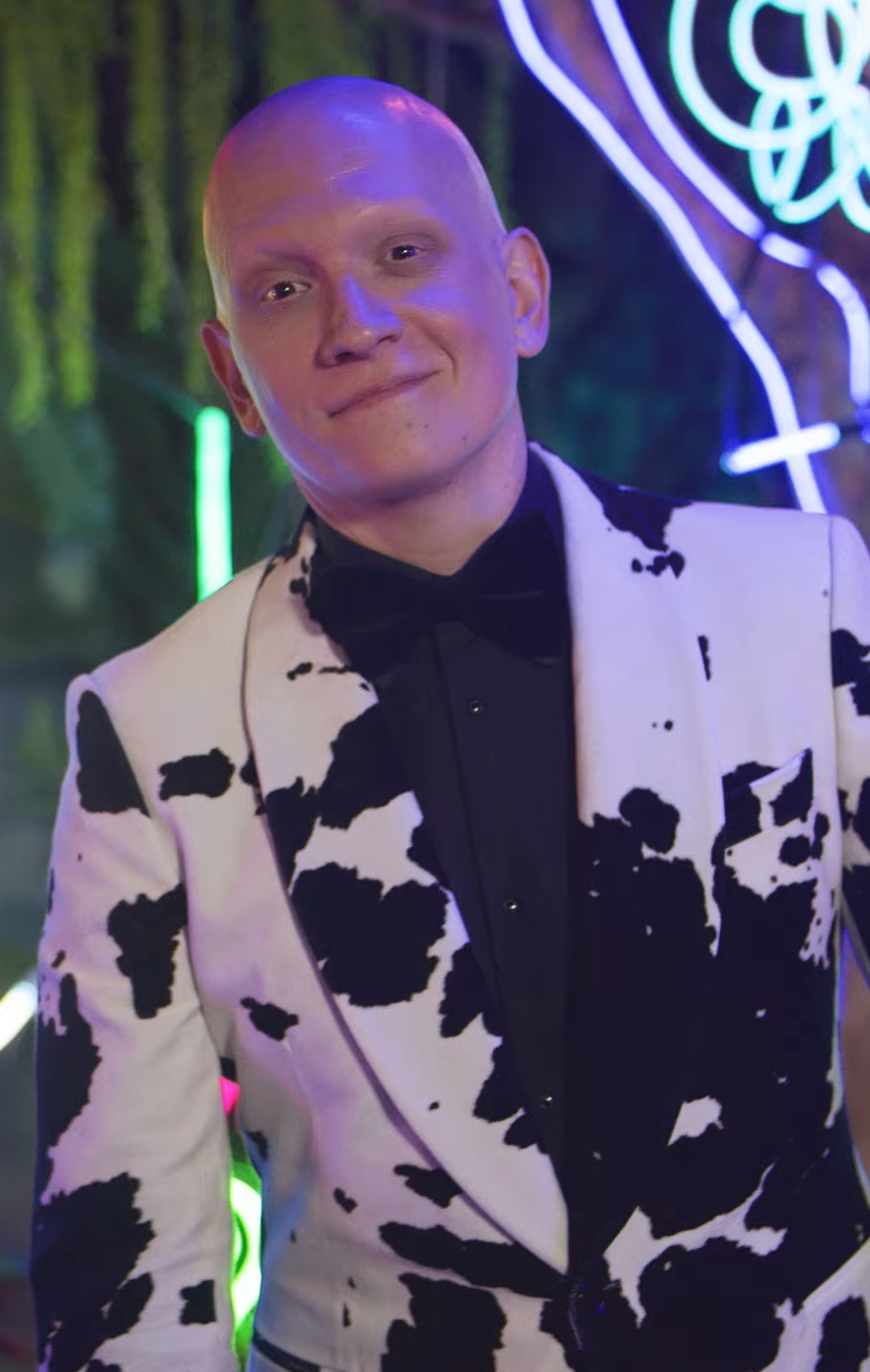
Anthony Carrigan
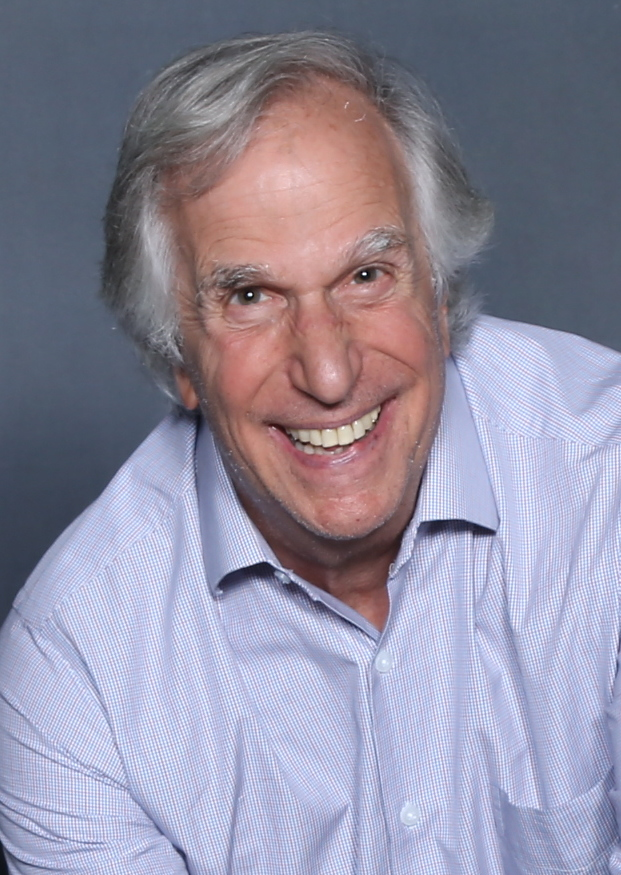
Henry Winkler
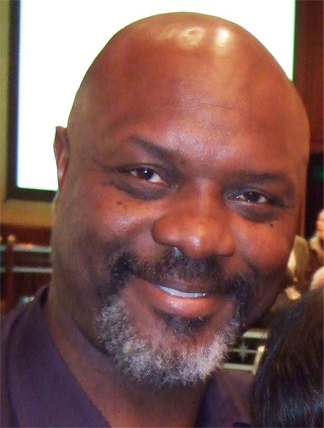
Robert Wisdom

### Ricorrenti
- Janice Moss (stagione 1, guest star stagione 2), interpretata da Paula Newsome, doppiata da Laura Romano.
Detective della polizia di Los Angeles che indaga sull'omicidio di Ryan Madison e inizia una relazione con Gene.
- John Loach (stagioni 1-2), interpretato da John Pirruccello, doppiato da Franco Mannella.
Detective e partner di Janice.
- Cristobal Sifuentes (stagioni 1-4), interpretato da Michael Irby, doppiato da Diego Suarez.
Signore della droga boliviano e interesse amoroso di Hank.
- Natalie Greer (stagioni 1-3, guest star stagione 4), interpretata da D'Arcy Carden, doppiata da Angela Brusa.
Assistente di Cousineau nel corso di recitazione e amica di Sally.
- Sasha Baxter (stagioni 1-2, guest star stagione 4), interpretata da Kirby Howell-Baptiste, doppiata da Erica Necci.
Aspirante attrice londinese nel corso di Cousineau che lavora come barista.
- Jermaine Jefrint (stagioni 1-3), interpretato da Darrell Britt-Gibson, doppiato da Dodo Versino.
Attore nel corso di Cousineau e amico di Nick.
- Eric (stagioni 1-2, guest star stagione 4), interpretato da Andy Carey, doppiato da Nanni Baldini.
Attore nel corso di Cousineau.
- Antonio Manuel (stagioni 1-2, guest star stagione 4), interpretato da Alejandro Furth, doppiato da Dario Oppido.
Attore di Porto Rico nel corso di Cousineau.
- Nick Nicholby (stagioni 1-3, guest star stagione 4), interpretato da Rightor Doyle, doppiato da Stefano Brusa.
Attore nel corso di Cousineau e amico di Jermaine.
- Vacha e Ruslan (stagione 1, guest star stagione 3), interpretati da Mark Ivanir, doppiati da Stefano Benassi.
Gemelli ceceni e assassini che lavorano per Goran.
- Chris Lucado (stagione 1, guest star stagione 3), interpretato da Chris Marquette, doppiato da Simone Crisari.
Ex ufficiale della logistica dei marine e unico dei pochi amici di Barry.
- Sharon Lucado (stagioni 1, 3), interpretata da Karen David, doppiata da Irene Trotta.
Moglie di Chris.
- Taylor Garrett (stagione 1), interpretato da Dale Pavinski, doppiato da Stefano Thermes.
Ex marine e amico di Chris.
- Vaughn (season 1), interpretato da Marcus Brown, doppiato da Francesco Sechi.
Ex marine e amico di Chris e Taylor.
- Lindsay Mandel (stagioni 2-4), interpretata da Jessy Hodges, doppiata da Ilaria Latini.
Talent agent di Sally dell'agenzia Gersh.
- Mayrbek (stagione 2, guest star stagione 3), interpretato da Nikita Bogolyubov.
Apprendista dell'esercito ceceno e protetto di Barry.
- Akhmal (stagioni 2-3), interpretato da Troy Caylak, doppiato da Daniele Raffaeli.
Criminale ceceno e braccio destro di Hank.
- Batir (stagioni 2-4), interpretato da JB Blanc, doppiato da Pasquale Anselmo.
Boss della mafia cecena e capo di Hank.
- Yandar (stagioni 2-3), interpretato da Nick Gracer, doppiato da Michele Botrugno.
Gangster ceceno.
- Agente speciale Albert Nguyen (stagioni 2-3), interpretato da James Hiroyuki Liao, doppiato da Raffaele Carpentieri.
Ex commilitone di Barry, arriva a Los Angeles come agente dell'FBI per assistere il detective Loach sulle indagini.
- Leo Cousineau (stagioni 2-4), interpretato da Andrew Leeds, doppiato da Ezio Conenna.
Figlio di Gene e agricoltore di ortaggi biologici.
- Esther (stagione 2, guest star stagione 3), interpretata da Patricia Fa'asua, doppiata da Guendalina Ward.
Capo della famiglia mafiosa birmana.
- Diane Villa (stagione 3), interpretata da Elizabeth Perkins, doppiata da Rossella Izzo.
Importante produttrice televisiva e capo del servizio di streaming BanShe.
- Katie Harris (stagione 3, guest star stagione 4), interpretata da Elsie Fisher, doppiata da Arianna Vignoli.
Giovane attrice che interpreta il ruolo di Chloe nella serie di Sally, Joplin.
- Krauss (stagioni 3-4, guest star stagioni 1-2), interpretato da Gary Kraus, doppiato da Gianluca Machelli.
Capo della polizia di Los Angeles, soprannominato Big Cat.
- Fernando (stagione 3), interpretato da Miguel Sandoval, doppiato da Eugenio Marinelli.
Capo del cartello boliviano e suocero di Cristobal.
- Gordon Cousineau (stagione 3, guest star stagione 4), interpretato da Eli Michael Kaplan (stagione 3) e da Charlie Korman (stagione 4).
Figlio di Leo e nipote di Gene.
- Annie Eisner (stagione 3), interpretata da Laura San Giacomo, doppiata da Laura Boccanera.
Regista teatrale ed ex fidanzata di Gene.
- Tom Posorro (stagioni 3-4), interpretato da Fred Melamed, doppiato da Oreste Baldini.
Agente di Gene da oltre trent'anni.
- George Krempf (stagione 3, guest star stagione 1), interpretato da Michael Bofshever, doppiato da Alessandro Budroni.
Padre di Richard Krempf.
- Buckner (stagione 4), interpretato da Charles Parnell, doppiato da Simone D'Andrea.
Procuratore distrettuale di Los Angeles.
- Lon O'Neil (stagione 4), interpretato da Patrick Fischler, doppiato da Alessandro Budroni.
Redattore di Vanity Fair che intervista Barry.
- Bong (stagione 4), interpretato da François Chau, doppiato da Riccardo Ricobello.
Boss della mafia tailandese che si unisce all'impresa commerciale di importazione della sabbia di Hank e Cristobal.
- Damian (stagione 4), interpretato da Tobie Windham.
Soprannominato "tubo catodico", un detenuto che deride Fuches ma in seguito si unisce alla sua banda.
- Jason (stagione 4), interpretato da Andre Hyland.
Soprannominato "cavo elettrico", carcerato che si unisce a Fuches dopo il suo rilascio.
- Harris (stagione 4), interpretato da David Warshofsky, doppiato da Saverio Indrio.
Agente dell'FBI.
- John Berkman (stagione 4), interpretato da Zachary Golinger (bambino) e Jaeden Martell (adolescente), doppiato da Ciro Clarizio (bambino) e da Mattia Moresco (adolescente).
Figlio di Barry e Sally.

### Guest star
- Richard Krempf / Ryan Madison (stagione 1), interpretato da Tyler Jacob Moore, doppiato da Emanuele Ruzza.
Personal trainer e aspirante attore nel corso di recitazione di Gene. Goran ingaggia Barry per ucciderlo in quanto ha una relazione con sua moglie, in seguito viene eliminato da due assassini ceceni.
- Mike Hallman (stagione 1), interpretato da Robert Curtis Brown.
Talent agent di Sally che le consiglia i provini.
- Stovka (stagione 1), interpretato da Larry Hankin, doppiato da Sergio Lucchetti.
Assassino ceceno e fratello di Vacha e Ruslan.
- Liv (stagione 1), interpretata da Kat Foster, doppiata da Francesca Manicone.
Ex amica e collega di Sally che ottiene la parte da protagonista nella serie in cui Sally non è stata assunta.
- Jon Hamm (stagione 1), interpretato da se stesso, doppiato da Fabrizio Pucci.
Durante una sequenza di un sogno, è un ospite ad un barbecue organizzato nella villa di Barry e Sally.
- Sam (stagione 2), interpretato da Joe Massingill, doppiato da Fabrizio Vidale.
Ex marito violento di Sally.
- Ronny Proxin (stagione 2), interpretato da Daniel Bernhardt.
Campione olimpico di taekwondo e obiettivo di Barry, il detective Loach lo assume per ucciderlo, essendo andato a letto con la sua ex moglie.
- Lily Proxin (stagione 2), interpretata da Jessie Giacomazzi.
Figlia dodicenne di Ronny.
- Ana, interpretata da Marika Domińczyk, doppiata da Myriam Catania.
Sorvegliante nel rifugio di Fuches mentre si sta nascondendo in Cecenia.
- Mark-Paul Gosselaar (stagione 3), interpretato da se stesso.
Protagonista della serie Laws of Humanity.
- Julie, interpretata da Annabeth Gish, doppiata da Giulia Franceschetti.
Vedova della prima vittima di Barry.
- Kyle, interpretato da Alexander Macnicoll, doppiato da Riccardo Suarez.
Figlio adolescente di Julie.
- Joe Mantegna, interpretato da se stesso, doppiato da Marco Mete.
Amico di Gene.
- Andrei (stagioni 3-4), interpretato da Michael Ironside.
Boss della mafia cecena.
- Elena (stagione 3), interpretata da Krizia Bajos.
Figlia di Fernando e moglie di Cristobal.
- Morgan Dawn-Cherry (stagione 3), interpretata da Vanessa Bayer, doppiata da Letizia Ciampa.
Dirigente di BanShe che offre a Sally una posto da sceneggiatrice.
- Claudia Reed (stagione 4), interpretata da Romy Rosemont, doppiata da Claudia Razzi.
Madre di Sally.
- Joe Reed (stagione 4), interpretato da Michael Dempsey, doppiato da Edoardo Siravo.
Padre di Sally.
- Agente Birdwell (stagione 4), interpretato da Michael Villar, doppiato da Leonrado Graziano.
Guardia carceraria che picchia Barry.
- Nestor Flores (stagione 4), interpretato da Fred Armisen.
Sicario e conduttore di un podcast per recensire prodotti tecnologici che viene ingaggiato da Toro per eliminare Barry.
- Toro (stagione 4), interpretato da Guillermo del Toro, doppiato da Carlo Valli.
Intermediario che assume due assassini per uccidere Barry per conto di Hank e Cristobal.
- Reynolds (stagione 4), interpretato da Richard Riehle, doppiato da Carlo Valli.
Direttore del carcere in cui sono reclusi Barry e Fuches.
- Kristen (stagione 4), interpretata da Ellyn Jameson.
Aspirante attrice nel corso di Sally che è stata assunta per un piccolo ruolo nel film di supereroi Mega Girls.
- Sian Heder (stagione 4), interpretata da se stessa, doppiata da Sabrina Duranti.
Regista di Mega Girls.
- Matt Iserson / Brad (stagione 4), interpretato da Nate Corddry, doppiato da Davide Perino.
Ex studente del corso di recitazione di Gene che si finge un agente dell'United Talent Agency per attirarlo in una trappola.

## Produzione

### Sviluppo
L'episodio pilota è stato ordinato dalla HBO l'11 gennaio 2016. L'episodio doveva essere diretto da Bill Hader, che era anche destinato alla co-sceneggiatura e alla produzione esecutiva insieme ad Alec Berg. Il 2 giugno 2016, la rete ordinò una prima stagione di 8 episodi.
Il 12 aprile 2018, viene rinnovata per una seconda stagione, che è andata in onda il 31 Marzo 2019.
Il 10 aprile 2019 è stata rinnovata per una terza stagione.
Il 21 maggio 2022 è stata rinnovata per una quarta e ultima stagione.

### Casting
Insieme all'annuncio dell'ordine dell'episodio pilota, venne confermato che Hader avrebbe recitato nella serie. Nel febbraio del 2016, Sarah Goldberg, Glenn Fleshler, Anthony Carrigan, Henry Winkler e Stephen Root si unirono al cast principale della serie.

### Riprese
Le riprese sono cominciate nel 2017 a Los Angeles.

## Promozione

### Marketing
Il 4 dicembre 2017 è stato rilasciato il teaser trailer della serie, seguito il 9 gennaio 2018 dal trailer ufficiale.

### Premiere
La serie è stata presentata in anteprima il 21 marzo 2018 alla Neuehouse Hollywood a Los Angeles.
Il 28 aprile 2018, gli episodi 1, 2 e 3 sono stati proiettati durante il Series Mania Festival al cinema Le Majestic di Lilla, in Francia, apparendo insieme ad altre sette serie nello spettacolo "Best of USA".

## Distribuzione
La serie ha debuttato negli Stati Uniti su HBO il 25 marzo 2018. In Italia la prime due stagioni sono state rese disponibili dal 12 aprile 2021 su Sky Box Sets e in streaming su Now e trasmessa il giorno stesso su Sky Atlantic. La terza e la quarta stagione sono state trasmesse su Sky Atlantic dal 13 luglio al 3 agosto 2025.

### Edizione italiana
La direzione del doppiaggio è a cura di Giuppy Izzo e Rossella Izzo, su dialoghi di Fiamma e Rossella Izzo, per conto di Pumais Due.

## Accoglienza

### Critica
Tutte e quattro le stagioni di Barry hanno ricevuto il plauso della critica. Sull'aggregatore di recensioni Rotten Tomatoes, la serie in totale ha una valutazione del 98%. Mentre su Metacritic, che utilizza una media ponderata, la serie complessiva ha ricevuto un punteggio di 88 su 100. Alcuni critici l’hanno etichettata come una delle migliori serie televisive di tutti i tempi. Negli elenchi di varie pubblicazioni delle 100 migliori serie televisive di tutti i tempi si è piazzata al numero 91 per Empire, al numero 53 su IGN e al numero 52 su Rolling Stone.
Rotten Tomatoes riporta il 98% delle recensioni professionali positive basato su 82 critiche. Il consenso critico del sito web indica: «Il DPTS e la commedia formano una coppia insolita stranamente accattivante in Barry, che si dimostra più intensa rispetto alla premessa di uno spettacolo di sketch.» Metacritic ha assegnato un punteggio di 84 su 100 basato su 30 recensioni.
Rotten Tomatoes riporta il 100% delle recensioni professionali positive basato su 42 critiche. Il consenso critico del sito web indica: «Barry sfrutta un debutto perfetto con una seconda stagione che bilancia l'oscurità con la commedia evitando l'eccessiva indulgenza degli antieroi.» Metacritic ha assegnato un punteggio di 87 su 100 basato su 14 recensioni.
Rotten Tomatoes riporta il 99% delle recensioni professionali positive basato su 111 critiche. Il consenso critico del sito web indica: «Bill Hader e la compagnia possono fare un meritato inchino. Barry fa il suo ritorno tardivo sullo schermo senza perdere un colpo, mantenendo il suo vantaggio come una delle offerte più divertenti e sconvolgenti della televisione.» Metacritic ha assegnato un punteggio di 94 su 100 basato su 19 recensioni.
Rotten Tomatoes riporta il 96% delle recensioni professionali positive basato su 119 critiche. Il consenso critico del sito web indica: «Quella che era iniziata come una commedia nera è ora quasi completamente privata di genuina allegria, ma l'autoritaria accusa per celebrità di Bill Hader chiude il sipario con un gran bel bis.» Metacritic ha assegnato un punteggio di 90 su 100 basato su 23 recensioni.

## Riconoscimenti
- 2018 - Television Critics Association Awards[38]
  - Candidatura per la miglior serie commedia
  - Candidatura per il miglior programma nuovo
  - Miglior interpretazione in una serie TV commedia a Bill Hader
- 2018 - Emmy Award[2][39][40]
  - Miglior attore protagonista in una serie commedia a Bill Hader
  - Miglior attore non protagonista in una serie commedia a Henry Winkler
  - Miglior sonoro in una serie commedia a Todd Beckett, Elmo Ponsdomenech e Benjamin Patrick (per l'episodio "Chapter Seven: Loud, Fast And Keep Going")
  - Candidatura per la miglior serie commedia
  - Candidatura per la miglior regia in una serie commedia a Bill Hader (per l'episodio "Chapter One: Make Your Mark")
  - Candidatura per la miglior sceneggiatura in una serie commedia ad Alec Berg e Bill Hader (per l'episodio "Chapter One: Make Your Mark") e a Elizabeth Sarnoff (per l'episodio "Chapter Seven: Loud, Fast And Keep Going")
  - Candidatura per la miglior fotografia in una serie commedia a Paula Huidobro (per l'episodio "Chapter Eight: Know Your Truth")
  - Candidatura per il miglior montaggio sonoro in una serie commedia a Matthew E. Taylor, Sean Heissinger, Rickley W. Dumm, Michael Brake, Hilda Hodges e Rick Owens (per l'episodio "Chapter Seven: Loud, Fast And Keep Going")
  - Candidatura per la miglior direzione artistica per una serie contemporanea con episodi fino a 30 minuti a Tyler B. Robinson, Eric Schoonover e Amber Haley (per l'episodio "Chapter Seven: Loud, Fast And Keep Going")
  - Candidatura al miglior casting per una serie commedia a Sharon Bialy e Sherry Thomas
  - Candidatura per il miglior montaggio video per una serie commedia a Jeff Buchanan (per l'episodio "Chapter Seven: Loud, Fast And Keep Going") e Kyle Reiter (per l'episodio "Chapter Eight: Know Your Truth")
- 2018 - American Film Institute Awards[41]
  - Migliori 10 programmi televisivi
- 2019 - Golden Globe[3]
  - Candidatura per la miglior serie commedia o musicale
  - Candidatura per il miglior attore in una serie commedia o musicale a Bill Hader
  - Candidatura per il miglior attore non protagonista in una serie a Henry Winkler
- 2019 - Dorian Awards[42][43]
  - Candidatura per la serie, miniserie o film tv commedia dell'anno
- 2019 - Critics' Choice Television Awards[44]
  - Miglior attore in una serie commedia a Bill Hader
  - Miglior attore non protagonista in una serie commedia a Henry Winkler
  - Candidatura per la miglior serie commedia
- 2019 - Producers Guild of America Awards[45]
  - Candidatura per il Best Episodic Comedy ad Alec Berg, Bill Hader, Aida Rodgers, Emily Heller e Liz Sarnoff
- 2019 - Screen Actors Guild Awards[46]
  - Candidatura per il miglior attore in una serie commedia a Bill Hader
  - Candidatura per il miglior attore in una serie commedia a Henry Winkler
  - Candidatura per il miglior cast in una serie commedia a Darrell Britt-Gibson, D'Arcy Carden, Andy Carey, Anthony Carrigan, Rightor Doyle, Glenn Fleshler, Alejandro Furth, Sarah Goldberg, Bill Hader, Kirby Howell-Baptiste, Paula Newsome, John Pirruccello, Stephen Root e Henry Winkler
- 2019 - Artios Awards[47]
  - Candidatura per il miglior casting per un episodio pilota o prima stagione di una serie TV commedia a Sherry Thomas, Sharon Bialy e Stacia Kimler
- 2019 - Eddie Awards[48]
  - Candidatura per il miglior montaggio per una serie commedia di una televisione non commerciale a Jeff Buchanan (per l'episodio "Chapter One: Make Your Mark")
- 2019 - Directors Guild of America Awards[49]
  - Miglior regia per una serie TV commedia a Bill Hader (per l'episodio "Chapter One: Make Your Mark")
- 2019 - Cinema Audio Society Awards[50]
  - Candidatura per il miglior missaggio audio per una serie TV di mezz'ora a Benjamin A. Patrick, Elmo Ponsdomenech, Todd Beckett, David Wingo, Aaron Hasson e John Sanacore (per l'episodio "Chapter Seven: Loud, Fast And Keep Going")
- 2019 - Golden Reel Awards[51]
  - Candidatura per il Broadcast Media: Live Action Under 35:00
- 2019 - Writers Guild of America Awards[52]
  - Miglior nuova serie TV ad Alec Berg, Duffy Boudreau, Bill Hader, Emily Heller, Liz Sarnoff, Ben Smith e Sarah Solemani
  - Miglior episodio di una serie TV commedia ad Alec Berg e Bill Hader (per l'episodio "Chapter One: Make Your Mark")
  - Candidatura per la miglior serie TV commedia ad Alec Berg, Duffy Boudreau, Bill Hader, Emily Heller, Liz Sarnoff, Ben Smith e Sarah Solemani
- 2019 - Satellite Awards[53][54]
  - Miglior attore in una serie commedia o musicale a Bill Hader
  - Candidatura per la miglior serie commedia o musicale
- 2019 - Shorty Awards[55]
  - Candidatura per il miglior programma televisivo
- 2022 - Emmy Award
  - Candidatura per la miglior serie commedia
  - Candidatura per il miglior attore protagonista in una serie commedia a Bill Hader
  - Candidatura per il miglior attore non protagonista in una serie commedia a Anthony Carrigan
  - Candidatura per il miglior attore non protagonista in una serie commedia a Henry Winkler
  - Candidatura per la miglior regia in una serie commedia a Bill Hader (per l'episodio 710N)
  - Candidatura per la miglior sceneggiatura in una serie commedia a Duffy Boudreau (per l'episodio 710N)
  - Candidatura per la miglior sceneggiatura in una serie commedia ad Alec Berg e Bill Hader (per l'episodio starting now)
- 2024 - Critics' Choice Awards[56]
  - Candidatura per la miglior serie commedia